# Kenneth Carroll Parkes
Kenneth Carroll Parkes (* 8. August 1922 in Hackensack, New Jersey; † 16. Juli 2007 in Pittsburgh, Pennsylvania) war ein US-amerikanischer Ornithologe. Zu seinen bekanntesten Arbeiten gehören Studien über Vogelgefieder und Mauser.

## Leben und Wirken
Geboren in Hackensack, New Jersey, verbrachte Parkes seine Kindheit und Jugendzeit in New York City. Er besuchte die Grundschule und die High School an der Lincoln School of Teachers’ College in New York und machte 1939 seinen Abschluss. Anschließend studierte er an der Cornell University, wo er 1943 seinen Bachelor of Science, 1948 seinen Master of Science und 1952 seinen Ph.D. erlangte. Von April 1943 bis Februar 1946 diente er in der United States Army. Während seiner Zeit an der Cornell University war Arthur Augustus Allen sein Mentor, der ihn zwischen 1947 und 1952 auch zum Kurator für die Vogelsammlung der Cornell University ausbildete. Parkes’ Masterarbeit trägt den Titel A Survey of Published Colored Illustrations of North American Birds und seine Doktorarbeit schrieb er zum Thema The Birds of New York State and Their Taxonomy. Obwohl die letztere Studie nie in ihrer Gesamtheit veröffentlicht wurde, benutzte Parkes Teile daraus für mehrere seine wissenschaftlichen Arbeiten und John Lewis Bull beschäftigte sich 1974 mit Aspekten dieser Studie in seinem Werk Birds of New York State. Ausgebildet sowohl in taxonomischer als auch in der Museumsarbeit, wurde Parkes 1953 Assistenzkurator der Vogelabteilung im Carnegie Museum of Natural History. Die Vogelsammlung wurde 1899 von Walter Edmond Clyde Todd gegründet, der bis 1945 Hauptkurator dieser Abteilung war. Todd war bereits 8 Jahre im Ruhestand, als Parkes die Stelle antrat. Parkes übernahm eine Sammlung von mehr als 100.000 Studienobjekten sowie montierte Ausstellungs-Präparate und einige anatomische Präparate. Die sorgfältig konservierte Sammlung von 9.000 Eiern (mit voller Datierung, vor dem Zweiten Weltkrieg und vor den Auswirkungen des DDT gesammelt) stand bis 1969 unter der Obhut von Todd. Unter Parkes Pflege ab der Mitte der 1990er-Jahre erhöhte sich die Vogelsammlung auf 170.000 Präparate, wovon der überwiegende Teil Studienpräparate her stammt. 16.000 Präparate erhielt Parkes durch Austausch, Geschenke und durch Transferleistungen an Bildungseinrichtungen. Darüber hinaus gab es über 14.500 Skelette, 6500 in Alkohol konservierte Präparate, und 10.220 Sätze mit Eiern, die in das neue EDV-Katalog-System aufgenommen wurden. Nach seinem Umzug nach Pittsburgh erweiterte Parkes seine Forschungstätigkeit auch auf außerhalb der Vereinigten Staaten. 1956 machte er seine erste Übersee-Exkursion auf die Insel Luzon der Philippinen. In den 1960er-Jahren begann er die Lücken der neotropischen Sammlung des Carnegie-Museums zu füllen. 1961 begleitete er Philip Strong Humphrey und William Henry Partridge auf eine Sammelexpedition nach Argentinien. Zwischen 1963 und 1981 sammelte er in acht verschiedenen Teilen Mexikos, wobei er verschiedene Kollegen wie Allan Robert Phillips, Robert William Dickerman, John William Hardy und Joseph Reiher Jehl, jr. begleitete. Daneben erweiterte er seine ornithologischen Horizonte durch häufige Teilnahmen an Treffen in den Vereinigten Staaten, auf internationalen Kongressen oder auf Vogelbeobachtungsexkursionen. Dabei wurde er oft von seiner Frau Ellen begleitet. Während seiner gesamten Karriere besuchte Parkes ungefähr 35 Länder. Ab 1967 verbrachte er mehrere Sommer auf Great Gull Island, New York für eine Seeschwalbenstudie des American Museum of Natural History. Parkes Forschungsinteressen lagen weit innerhalb der Vogelsystematik und der Verbreitung. Die meisten seiner taxonomischen Studien umfassten Laufvögel, Reiher, Eulen, Schwalben, die Hybridisierung bei Grasmücken und die Gruppe der neuweltlichen Singvögel mit neun Handschwingen im Allgemeinen. Während der Ausführung von Routinearbeiten an den Präparaten legte Parkes stets sein Augenmerk auf interessante Abweichungen und rätselhafte Exemplare. Zu den bekanntesten Objekten zählte der Teil einer Feder des mysteriösen Doppelband-Argusfasans, den einige von Parkes' Kollegen für eine eigenständige ausgestorbene Art hielten. Parkes selbst war jedoch der Ansicht, dass es sich bei der Feder um ein abnormales Exemplar des Argusfasans handelt. Dieser Auffassung folgten der IOC im Jahr 2011 und BirdLife International im Jahr 2012 und strichen den Doppelband-Argusfasan von der Liste der validen Vogeltaxa. Parkes verfasste über 400 wissenschaftliche Artikel. Einer seiner bekanntesten Beiträge war der Artikel An approach to the study of molts and plumages (deutsch: „Ein Ansatz zur Erforschung der Mauser und Gefieder“), der 1959 im Journal The Auk erschien und den Parkes gemeinsam mit Philip Strong Humphrey verfasste. Zu seinen zahlreichen Erstbeschreibungen zählen unter anderem der Puerto-Rico-Waldsänger (Dendroica angelae), die Fuchsscheitelvireo-Unterart Hylophilus ochraceiceps pacificus, die Zistensänger-Unterart Cisticola juncidis nigrostriatus, die Luzonralle (Lewinia mirificus) (gemeinsam mit Dean Amadon), die Philippinendickkopf-Unterart Pachycephala philippinensis boholensis, die Gelbkehl-Buschtimalien-Unterarten Sterrhoptilus capitalis euroaustralis und S. c. isabelae, die Weißstirnmeisen-Unterart Parus semilarvatus snowi (zu Ehren von David William Snow benannt), die Panthermeisen-Unterarten Periparus elegans gilliardi und P. e. bongaoensis sowie die Rotnackenliest-Unterarten Todiramphus winchelli nesydrionetes und T. w. mindanensis.

## Mitgliedschaften
Parkes war Mitglied der Wilson Ornithological Society und von 1972 bis 1975 deren Präsident. Er hatte eine lebenslange Mitgliedschaft bei der American Ornithologists’ Union und war zwischen 1975 und 1983 deren Vizevorsitzender. Daneben war Parkes Mitglied der Cooper Ornithological Society, der Linnaean Society of New York, der Federation of New York State Bird Clubs, Treuhänder der Audubon Society of Western Pennsylvania, Mitglied des Delaware Museum of Natural History’s Board of Directors. Zusätzlich gehörte er mindestens 35 weiteren ornithologischen und Naturschutzorganisationen an und war lebenslang mit dem Cornell Lab of Ornithology verbunden.

## Dedikationsnamen
Nach Parkes sind einige Unterarten benannt, darunter Zosterops montanus parkesi (Gebirgsbrillenvogel-Unterart von Palawan), Mulleripicus funebris parkesi (Philippinenspecht-Unterart vom Polillo-Archipel), Ixos philippinus parkesi (Rotbrustbülbül-Unterart von Burias), die Gold-Waldsänger-Unterart Dendroica petechia parkesi sowie die Goldschnabelsaltator-Unterart Saltator aurantiirostris parkesi.